# イェトスト
イェトスト (gjetost) はノルウェーで生産されるチーズ。"gjet"（イェト）は「ヤギ」を、"ost"（オスト）は「チーズ」をあらわすノルウェー語で、すなわち"Gjetost"は「ヤギのチーズ」の意。乳清（ホエー）を煮詰めてカラメル状にすることにより茶色の外見を見せる、brunost (brown cheese) というジャンルのチーズのひとつ。ベースとなる乳清には牛乳を使い、10%以上のヤギ乳を混ぜ、さらにクリームや乳糖を添加してつくられる。かつては乳清もヤギ乳を使っていた。
外見と味はチーズ離れしており、チョコレートキャンディーやキャラメルに似るとされる。ノルウェーにおいては朝食時に薄くスライスして食す。紅茶やコーヒーと相性がよい。
なお、日本における位置づけとして、輸入通関上はホエーチーズすなわちナチュラルチーズに分類されるものの、『乳等省令』による「種類別」では2005年5月16日まではナチュラルチーズ、それ以降は濃縮ホエイ（濃縮ホエー）として分類されるようになっている。